# Venezia Nuova

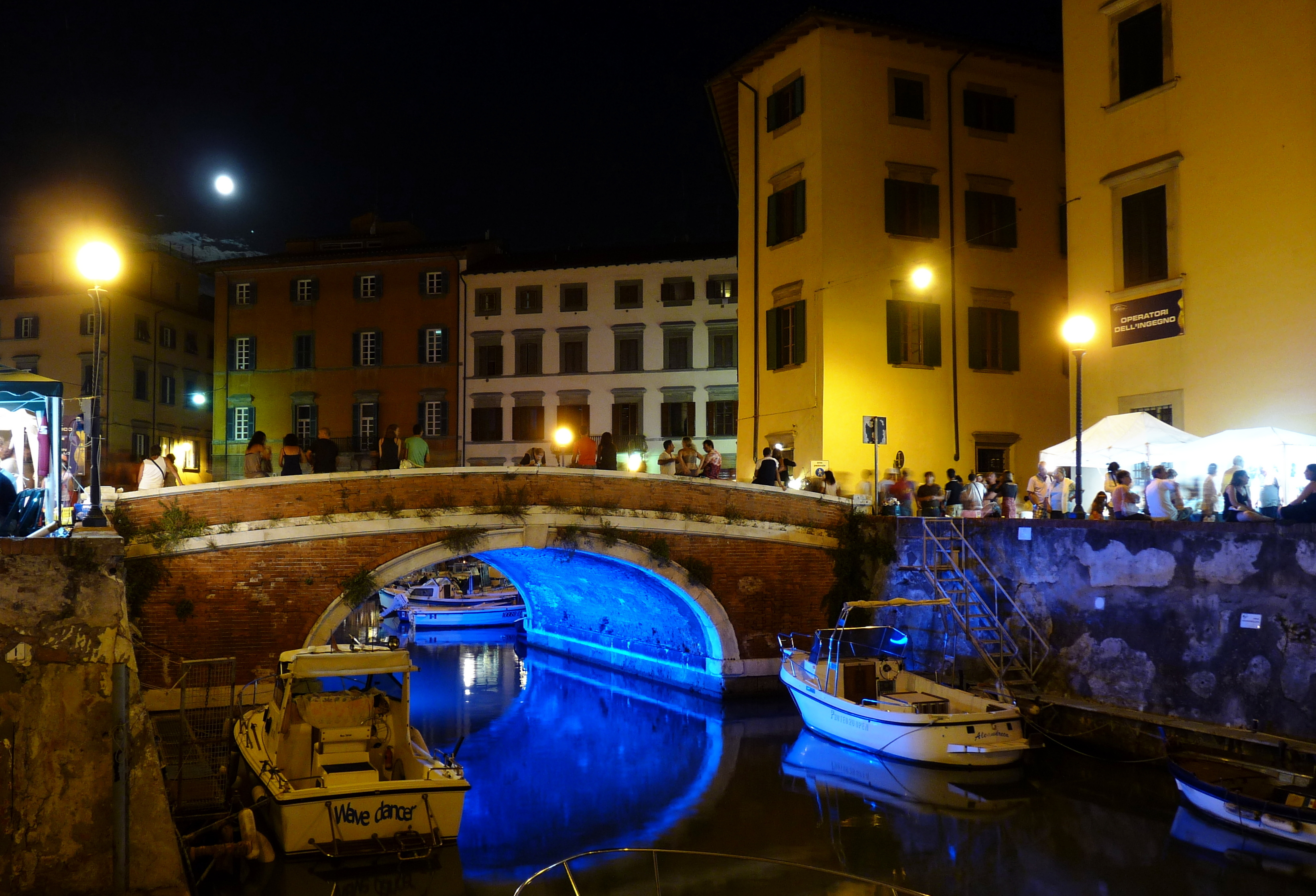
Il quartiere durante Effetto Venezia

La Venezia Nuova è un quartiere della città italiana di Livorno, l'unico del centro cittadino che, dopo le devastazioni della seconda guerra mondiale e la ricostruzione postbellica, abbia conservato gran parte delle sue vestigia urbanistiche e architettoniche. Pur non coincidendo col nucleo originario della Livorno medicea, rappresenta pertanto il vero centro storico della città.
Ogni estate, solitamente a cavallo tra luglio ed agosto, il quartiere diventa il centro di una manifestazione folkloristica ("Effetto Venezia"), durante la quale le strade sono animate da bancarelle, spettacoli ed eventi culturali.
Inoltre la Venezia è sede di una cantina partecipante alle competizioni remiere livornesi.
Dal punto di vista amministrativo faceva parte della circoscrizione 2 (abolita).

## Storia
Le persiane hanno il colore delle foglie secche, son pallide e polverose.
Un senso di nobiltà un po' stanca, di libertà popolaresca, è nell'architettura aperta e liscia di queste case, le più belle del Mediterraneo.»
(Curzio Malaparte, Maledetti toscani)

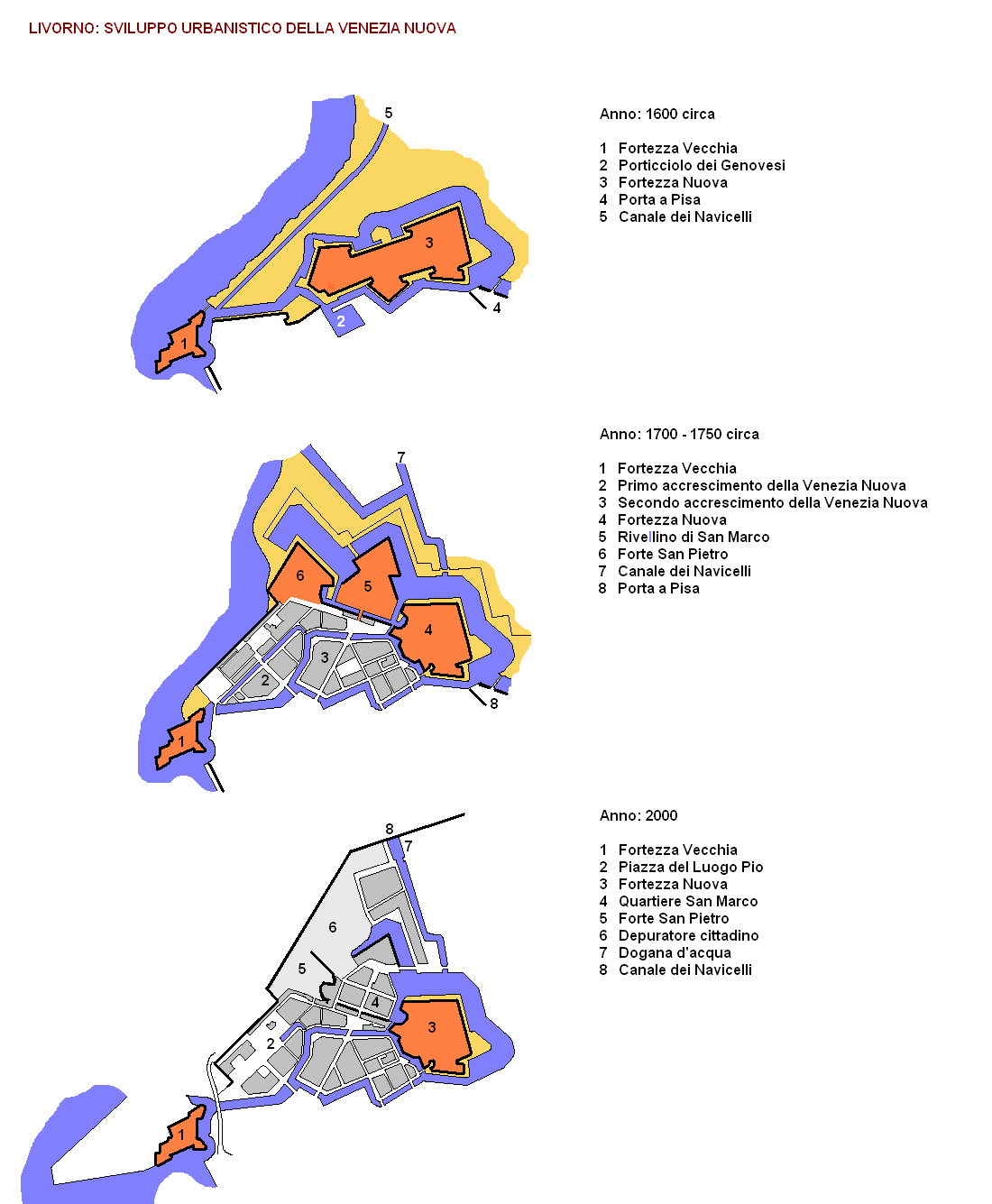
Evoluzione della Venezia Nuova

### I secoli XVII e XVIII

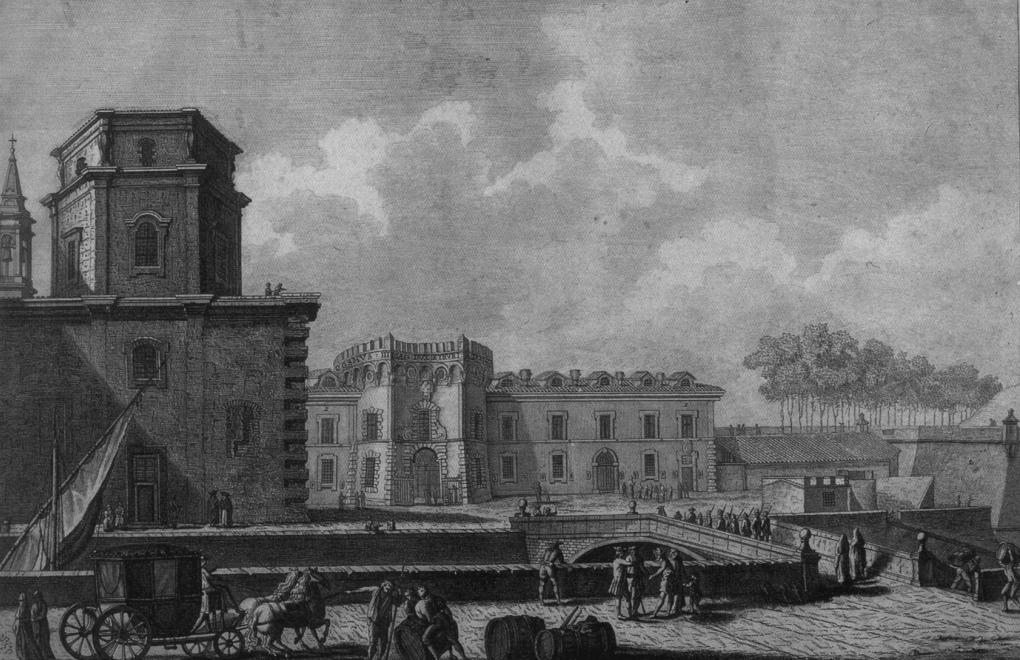
La chiesa di Santa Caterina e la prima Porta San Marco

Sul finire del Cinquecento i Medici decretarono l'ampliamento dell'allora castello di Livorno al fine di farne il nuovo scalo portuale della Toscana.
I progetti furono affidati a Bernardo Buontalenti, il quale disegnò una città di forma pentagonale circondata da un fossato.
Ben presto l'abitato si rivelò insufficiente per contenere la popolazione, richiamata numerosa da una serie di benefici e privilegi promossi dal granduca Ferdinando I (si veda la voce storia di Livorno); per questo e per la necessità di dotare la città di un quartiere mercantile posto in diretta comunicazione con il porto, sul finire degli anni venti del XVII secolo fu deciso di innalzare un nuovo nucleo urbano nelle aree a nord dell'abitato.
La zona, percorsa dal Canale dei Navicelli e dal fossato esterno alle fortificazioni buontalentiane, fu oggetto di un piano redatto dall'architetto senese Giovanni Battista Santi, il quale ideò un nucleo a forte valenza commerciale, con una serie di magazzini e abitazioni ubicate proprio alle spalle del porto.
La presenza di numerosi canali e la conseguente necessità di realizzare fondazioni sull'acqua, applicando tecniche importate direttamente dalla laguna veneta (furono assoldate maestranze veneziane), portarono ad identificare il quartiere col nome di Venezia Nuova.
Un'ulteriore espansione dell'abitato, protetto a settentrione dal Forte San Pietro (1682), si ebbe intorno al XVIII secolo, quando, con la dismissione di parte della Fortezza Nuova, furono ottenute nuove aree edificabili per il quartiere. 
In questo periodo furono innalzati importanti edifici quali i Bottini dell'olio, un magazzino per l'olio ancor oggi esistente, mentre sulla via Borra, la strada principale del quartiere, sorsero imponenti palazzi, come il cosiddetto Palazzo delle Colonne di marmo, il Palazzo Huigens e quello del Monte di pietà. Frattanto il quartiere si affermò come sede di importanti compagnie di navigazione e consolati.
Il Settecento fu anche il secolo delle grandi costruzioni religiose che conferirono al quartiere un aspetto tardobarocco: nel 1707 iniziarono i lavori per la chiesa di San Ferdinando, ai quali fecero seguito quelli per la chiesa e il convento di Santa Caterina.

### Dal XIX secolo ai giorni nostri

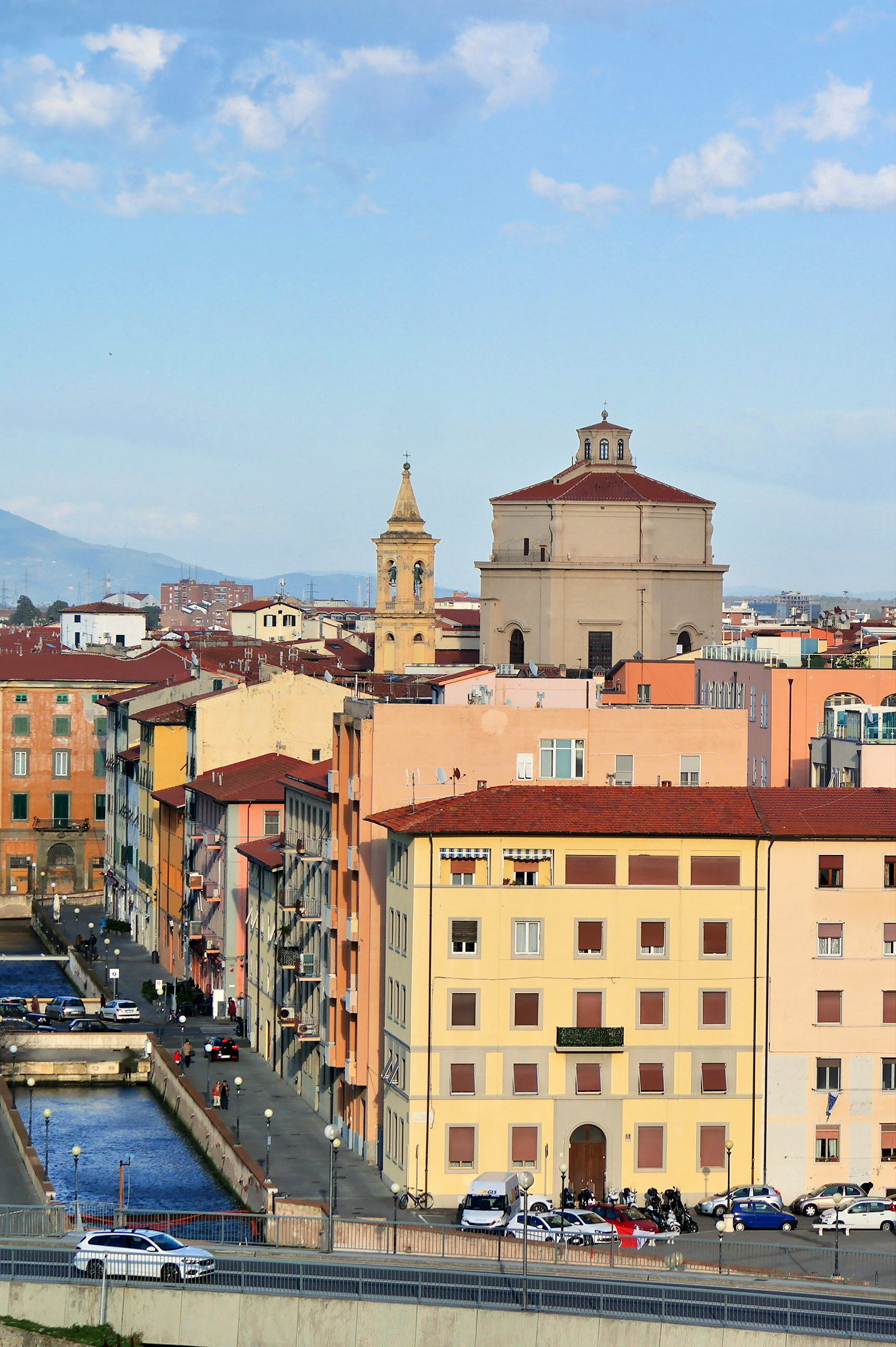
La chiesa di Santa Caterina e il quartiere visti dalla Fortezza Vecchia

Durante la dominazione francese, a cavallo tra il XVIII e il XIX secolo, furono avviati i piani per un nuovo nucleo urbano adiacente alla Venezia Nuova, con la quale peraltro si andava ad integrare perfettamente. Il quartiere, ricavato sull'area di un rivellino, fu denominato "San Marco" ed era impreziosito dal grande Teatro Carlo Lodovico (o Teatro San Marco). Ciò comportò l'abbattimento della prima Porta San Marco, che fu dapprima spostata verso il vertice dell'ex fortificazione ed infine, con la costruzione della cinta daziaria (anni trenta dell'Ottocento), fu edificata presso la storica Stazione Leopolda.
Tuttavia, verso la fine del medesimo secolo, la Venezia Nuova fu colpita da violente epidemie di colera: le condizioni generali di sovraffollamento e insalubrità dell'aria ebbero come conseguenza lo sventramento di alcuni immobili e l'interramento di un tratto del Canale dei Navicelli, il cui percorso era già stato più volte modificato tra il Seicento e l'Ottocento per l'ampliamento progressivo delle fortificazioni. Nei primi anni del Novecento fu decretato inoltre l'abbattimento di una piccola chiesa, ubicata vicino a quella di Crocetta: progettata da Giovanni Battista Santi e consacrata alla Natività di Maria e a Sant'Anna, era già stata dichiarata inagibile sin dal 1862.
Nel 1939 invece fu demolito, per motivi statici, l'ottocentesco ponte di Santa Trinita, progettato da Luigi Bettarini e caratterizzato da tre arcate a tutto sesto; esso era stato realizzato in sostituzione di un ponte precedente, denominato inizialmente ponte della Doccia (1676).
I successivi bombardamenti della seconda guerra mondiale causarono danni importanti al quartiere, con la distruzione di alcuni palazzi e del vicino Teatro San Marco. La ricostruzione non fu sempre clemente: grandi condomini di architettura anonima sorsero sulle rovine degli antichi edifici, ma la Venezia Nuova, a differenza del centro cittadino, riuscì a mantenere intatto gran parte del proprio fascino, tanto che per il film Le notti bianche, di Luchino Visconti, i maestri artigiani riprodussero a Cinecittà i caratteristici scorci del quartiere in colossali scenografie.
Tra le perdite più importanti è opportuno comunque ricordare due grandi edifici che sorgevano alle spalle del Palazzo Comunale e dei quali oggi non resta più alcuna traccia: il Palazzo Franceschi e quello Milanesi, ubicati rispettivamente sugli scali del Pesce e lungo via della Madonna (si veda la voce stradario di Livorno), nei pressi del monumento a San Giovanni Nepomuceno e del ponte omonimo.
Il Palazzo Franceschi, appartenuto poi ai Bartolomei, era ornato da un ingresso monumentale, costituito da quattro colonne in pietra serena al centro delle quali si apriva il portale principale d'accesso. Qui furono ospitati i locali del Tribunale di prima istanza ed in origine il fabbricato era affiancato da due ali laterali più basse che in seguito furono rialzate facendo assumere al complesso un aspetto assai più imponente.
Il Palazzo Milanesi invece risaliva all'inizio del XVIII secolo e fu costruito da Domenico Serragli Milanesi, per passare poi, nel 1703, a Filippo e Pier Antonio Franceschi.
La costruzione continuò per alcuni decenni e venne caratterizzata da una facciata decorata con cornici in bozze di pietra e due colonne tuscaniche in corrispondenza dell'ingresso centrale.
A partire dalla fine del Novecento sono stati intrapresi alcuni interventi di recupero e ricostruzione volti a valorizzare il quartiere.
Tra le varie opere si segnala: la riapertura del tratto iniziale del canale dei Navicelli, i cui lavori, cominciati all'inizio del nuovo secolo, non sono ancora stati portati a termine.

## Monumenti e luoghi d'interesse

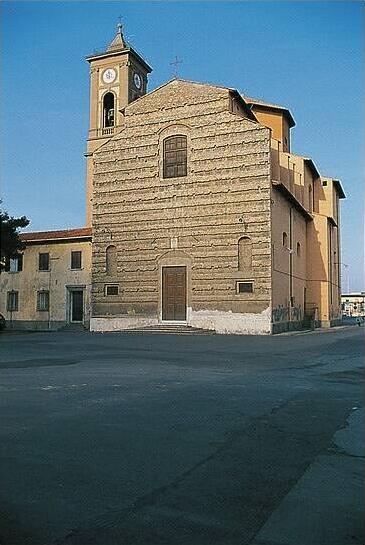
Chiesa di San Ferdinando

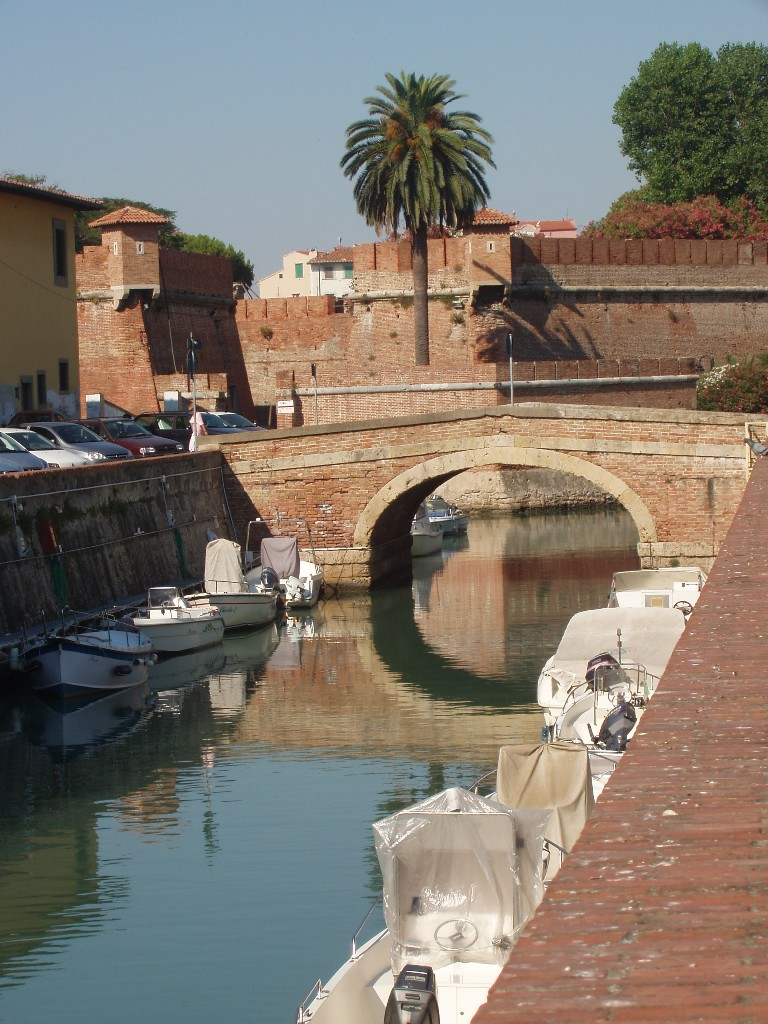
La Fortezza Nuova

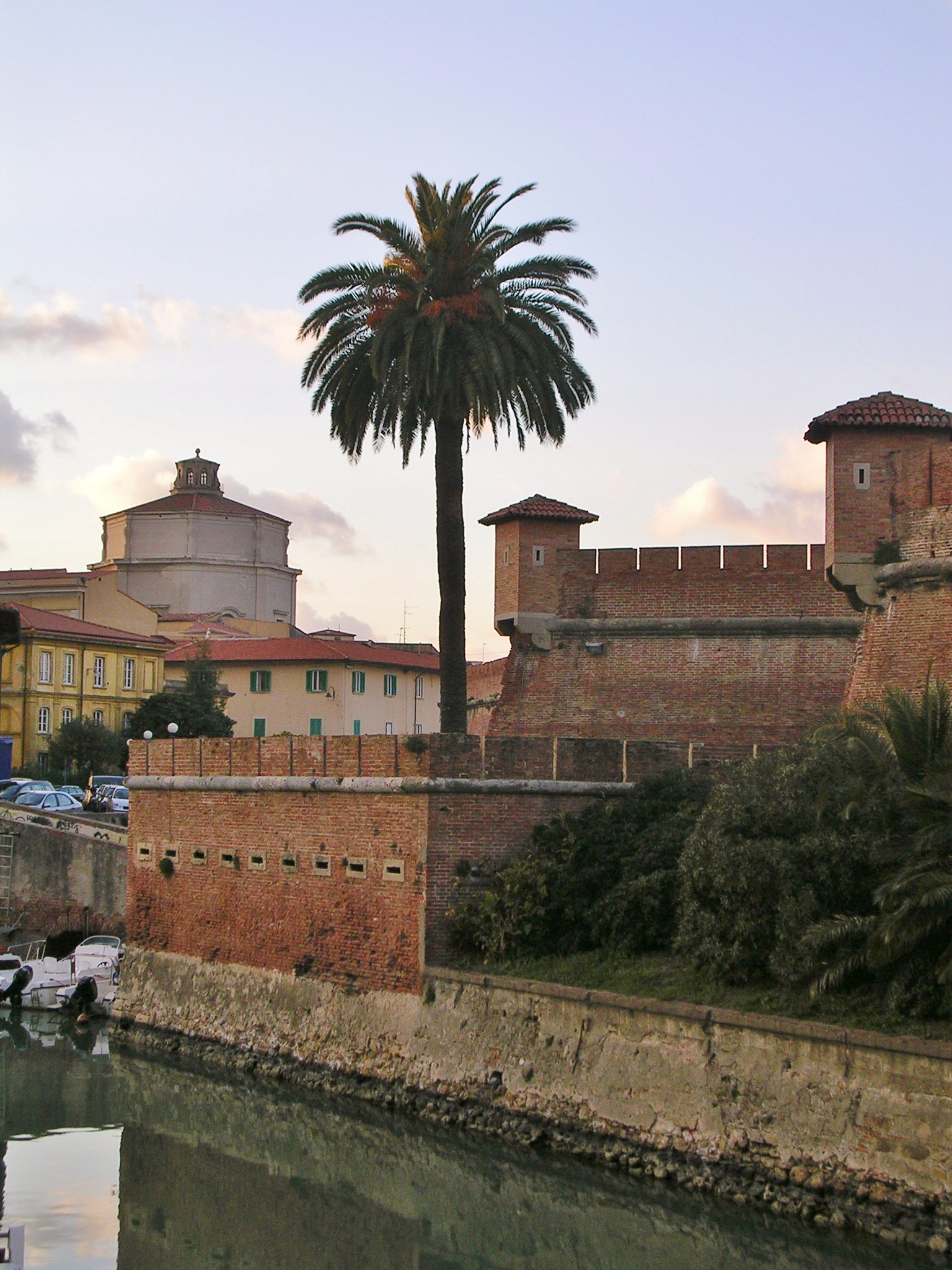
Veduta del quartiere dalla Fortezza Nuova

Bottini dell'olioQuesto antico magazzino per la conservazione dell'olio fu costruito tra la fine del Seicento ed i primi anni del secolo successivo. Oggi è sede di un polo culturale, costituito dal "Museo della Città" e da una sezione della Biblioteca Labronica.
Chiesa di Santa CaterinaIniziata nel 1720 su progetto di Giovanni del Fantasia, fu aperta al culto nel 1753. A pianta ottagonale, la chiesa è caratterizzata da una grande cupola, che è stata ridotta all'aspetto di torrione a causa di problemi di natura statica. All'interno si può ammirare un notevole dipinto ad olio del Vasari.
Chiesa di San FerdinandoIniziata nel 1707 su progetto di Giovan Battista Foggini, fu conclusa nel 1716; in stile barocco, con una facciata incompleta, presenta una pianta a croce latina. Notevole il gruppo scultoreo conservato presso l'altare e opera di Giovanni Baratta, che rappresenta la liberazione degli schiavi. La chiesa era affidata all'ordine dei Trinitari.
Chiesa del Luogo PioQuesta piccola chiesa, dedicata all'Assunzione di Maria e San Giuseppe, un tempo faceva parte di un grande complesso edilizio, distrutto nel dopoguerra, per il ricovero delle giovani orfane. La chiesa è in stile barocco e fu completata nel 1715. Oggi è sconsacrata e aperta in occasione di mostre di pittura, ma è anche sede dal 1989 della comunità livornese della Chiesa cristiana avventista del settimo giorno.
Forte San PietroÈ un baluardo realizzato sul finire del XVII secolo e situato in adiacenza al Rivellino di San Marco. Dopo aver ospitato, nell'Ottocento, i pubblici macelli, successivamente la struttura è stata impropriamente riconvertita per ospitare il depuratore cittadino.
Fortezza NuovaFu costruita, su progetto di Bernardo Buontalenti e Don Giovanni de' Medici, alla fine del Cinquecento, per essere poi modificata successivamente per far posto all'accrescimento della Venezia Nuova. Oggi la Fortezza è adibita a spazio verde pubblico oltre che sede di eventi e manifestazioni.
Palazzo dei DomenicaniAttiguo alla chiesa di Santa Caterina, ha ospitato sin dal XVIII secolo il convento dei frati domenicani. In seguito fu trasformato in carcere e attualmente sono stati portati avanti dei lavori per farne la nuova sede dell'Archivio di Stato di Livorno.
Palazzo del Monte di pietàSi trova in via Borra e fu edificato tra il 1701 e il 1710 secondo il progetto di Giuliano Ciaccheri. Nel 1899 fu restaurato ad opera di Carlo Frullani, con l'aggiunta di una nuova scala.
Palazzo delle Colonne di marmoÈ uno dei più eleganti palazzi del quartiere, sito in via Borra 29. Fu eretto, secondo le antiche guide cittadine, su disegno di Giovan Battista Foggini per conto della famiglia Gamberini. Nei primi anni del Novecento fu annesso all'adiacento Monte di pietà.
Palazzo del RefugioEdificato nel Settecento nei pressi della chiesa di Santa Caterina, ha ospitato una casa di accoglienza per orfani, per essere sede, dal 1825, della Scuola di Architettura Ornato e Agrimensura e, dal 1871, di un istituto professionale. Fu danneggiato durante la seconda guerra mondiale e adibito ad uso d'abitazioni civili.
Palazzo di GiustiziaIn origine ospitava una chiesa ed un convento dei Gesuiti e successivamente, con l'istituzione della Diocesi di Livorno, fu residenza vescovile. Nel 1857 divenne sede del Tribunale civile e penale, mentre i vescovi si trasferirono nel seminario presso la chiesa di Sant'Andrea.
Palazzo FinocchiettiSorto all'inizio del Settecento, presenta la tipica impostazione dei palazzi mercantili livornesi, con una sobria facciata e magazzini al piano interrato, che prospettano direttamente sul fosso circondario.
Palazzo HuigensSituato nel cuore del quartiere, è un palazzo settecentesco caratterizzato da una piccola corte interna delimitata da eleganti loggiati sui quali si affacciano i vari appartamenti.
Palazzo RoscianoIl nucleo originario risale alla seconda metà del XVII secolo ed in seguito allo smantellamento delle vicine fortificazioni fu elevato per quattro piani fuori terra. Oggi è sede dell'Autorità portuale labronica.
Pescheria NuovaFu utilizzata dapprima per la vendita del pesce e successivamente l'edificio fu adibito a magazzino; in seguito, fino alla seconda metà del Novecento, divenne sede dei vigili del fuoco. Oggi qui si trovano alcuni uffici comunali. L'edificio risale al XVIII secolo.
Ponte di San Giovanni NepomucenoRisale all'ampliamento della Venezia eseguito tra la fine del Seicento e l'inizio del Settecento. Sulla spalletta è collocato il monumento in marmo a san Giovanni Nepomuceno, realizzato nella prima metà del XVIII secolo. Analogamente al non distante "Ponte di marmo" (sulla via Borra), sulle spallette sono visibili iscrizioni e disegni in memoria di persone defunte.

## Effetto Venezia

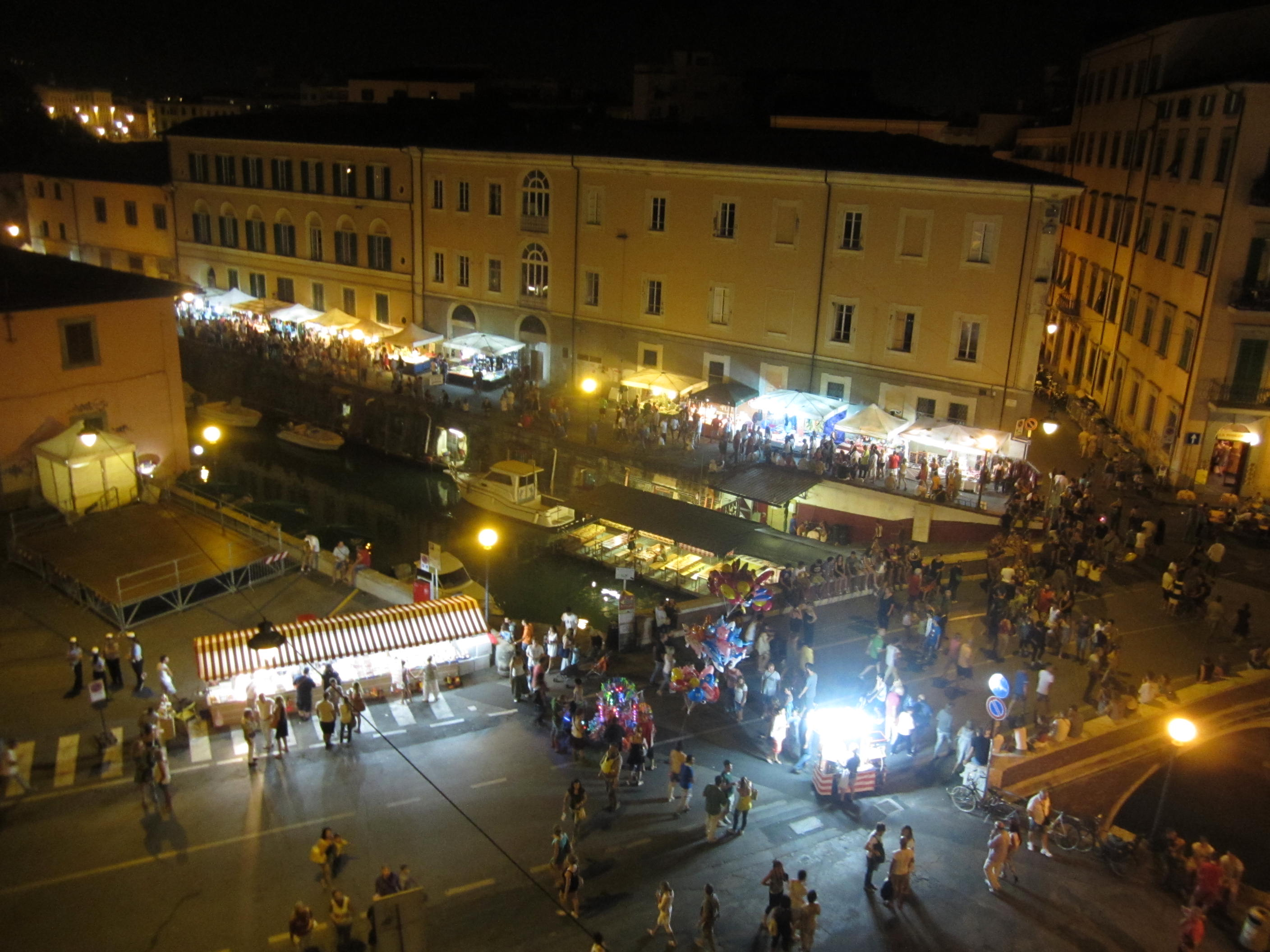
Il quartiere durante Effetto Venezia visto dalla chiesa di Santa Caterina

Effetto Venezia è una manifestazione folkloristica che si tiene ogni estate nel quartiere Venezia Nuova.
Nata nel 1986 con lo scopo di contribuire al recupero storico, architettonico e commerciale del quartiere, presenta una serie di eventi, spettacoli e punti commerciali distribuiti nelle strade, sugli scali e in alcuni edifici storici del rione.
La manifestazione rappresenta l'evento più importante dell'estate livornese; l'edizione 2011 ha richiamato circa 170.000 persone, quella del 2012 circa 200.000, mentre quella del 2013 circa 180.000.
L'evento, dal 2010, ospita al suo interno un percorso formativo gratuito destinato ai giovani, che intendano acquisire competenze professionali teoriche e pratiche da spendere nell'organizzazione di eventi.

## Altre immagini

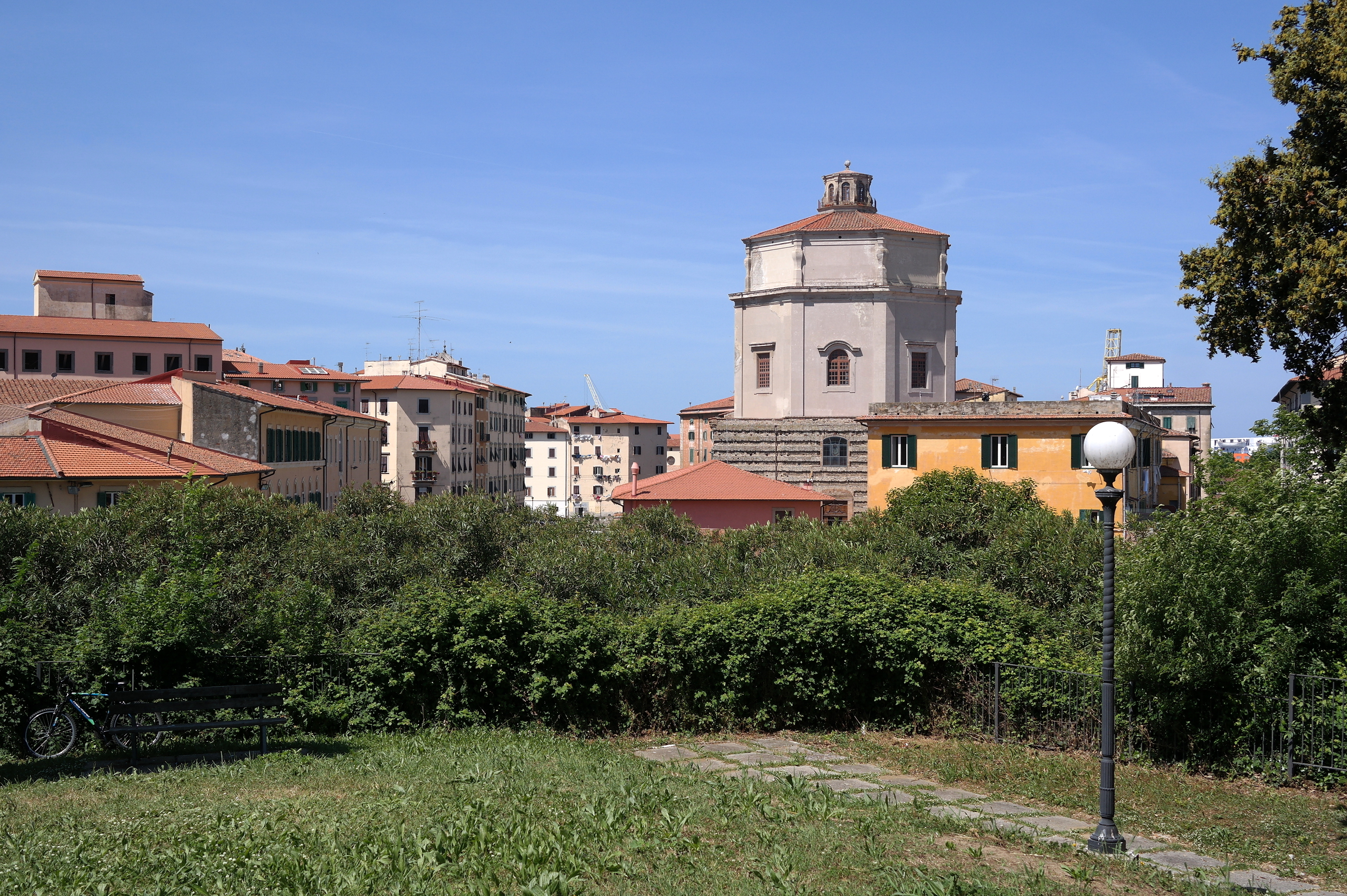
Il quartiere dalla Fortezza Nuova
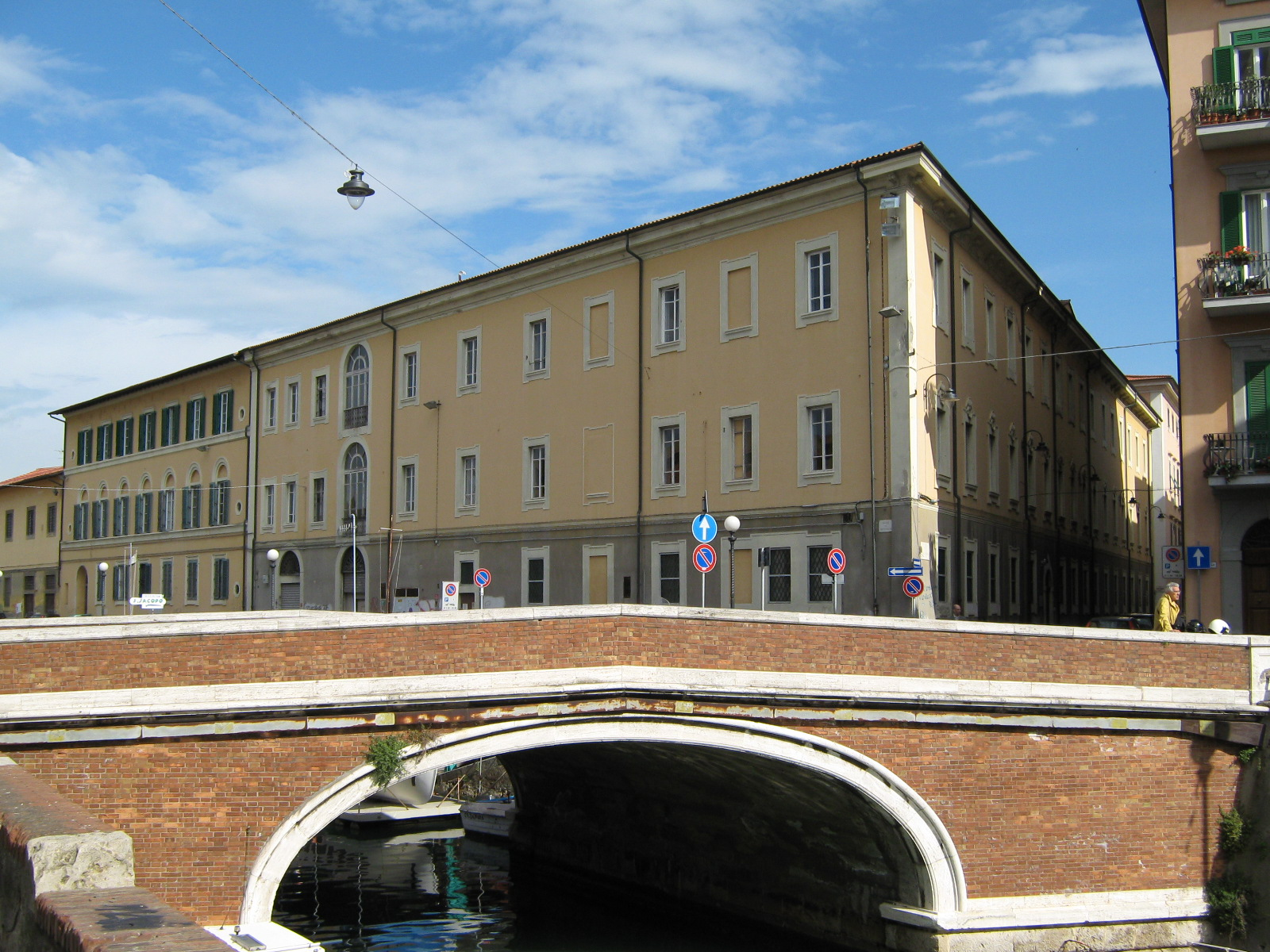
Il Palazzo di Giustizia
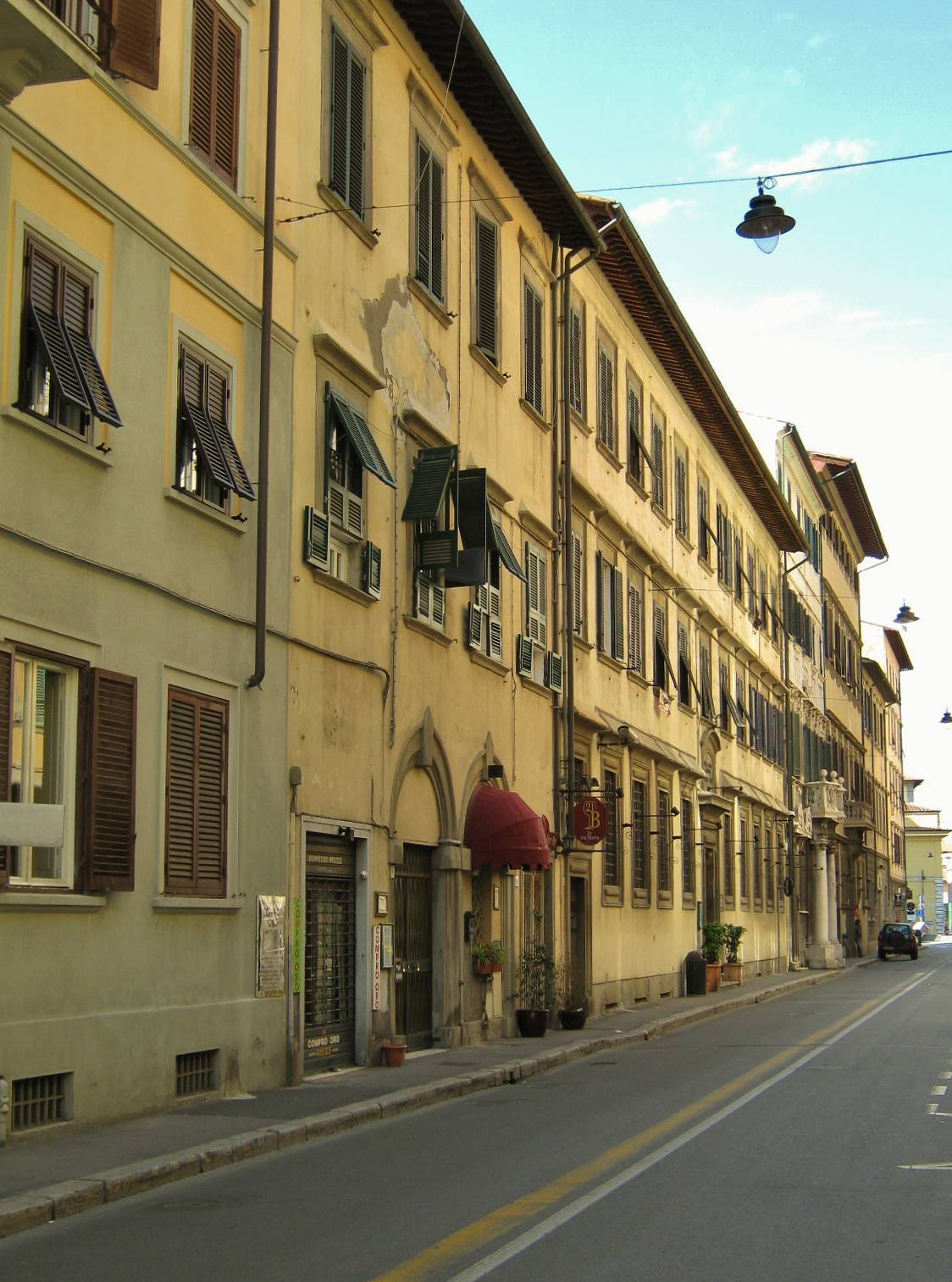
La via Borra
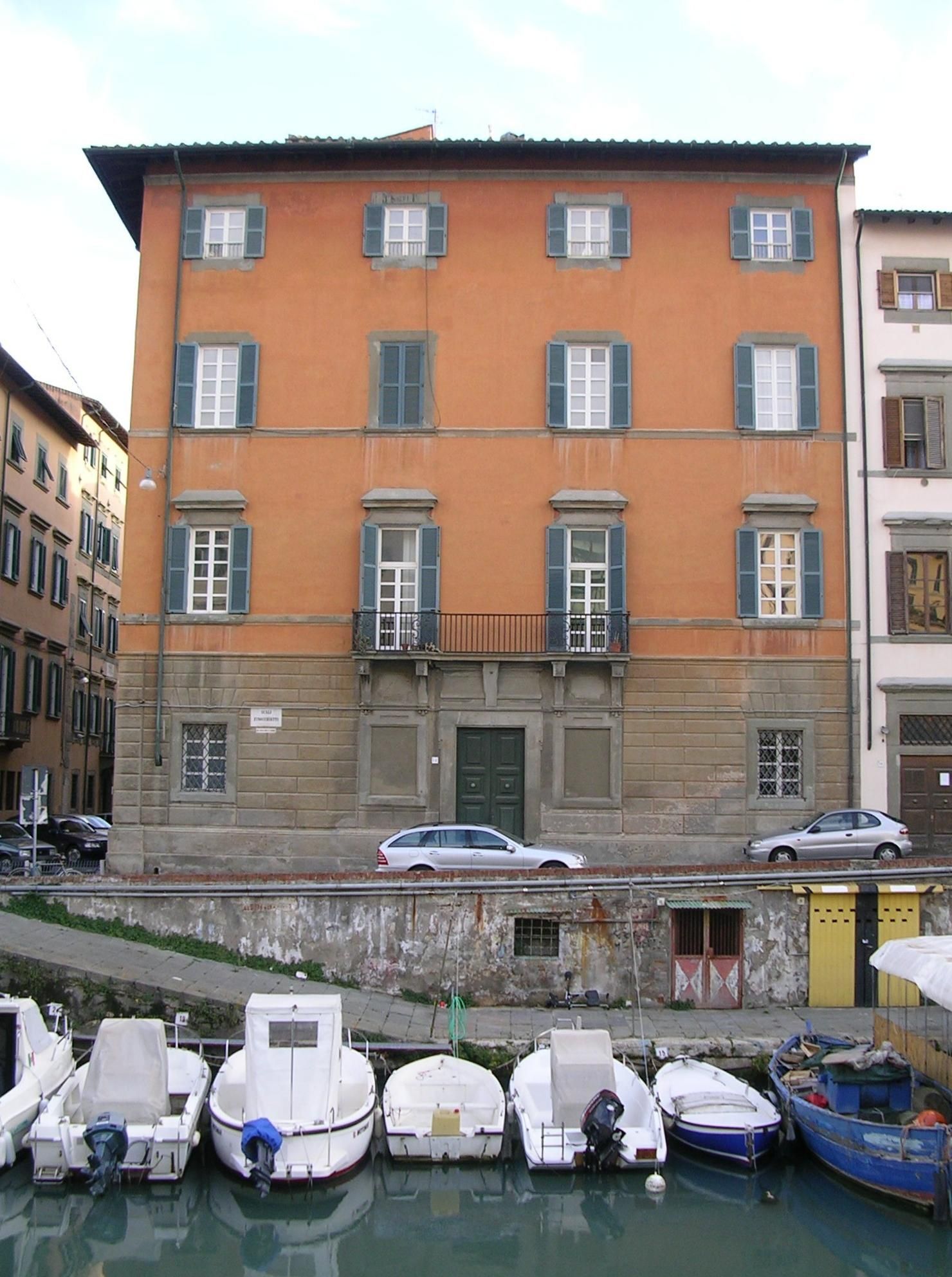
Palazzo sugli scali Finocchietti
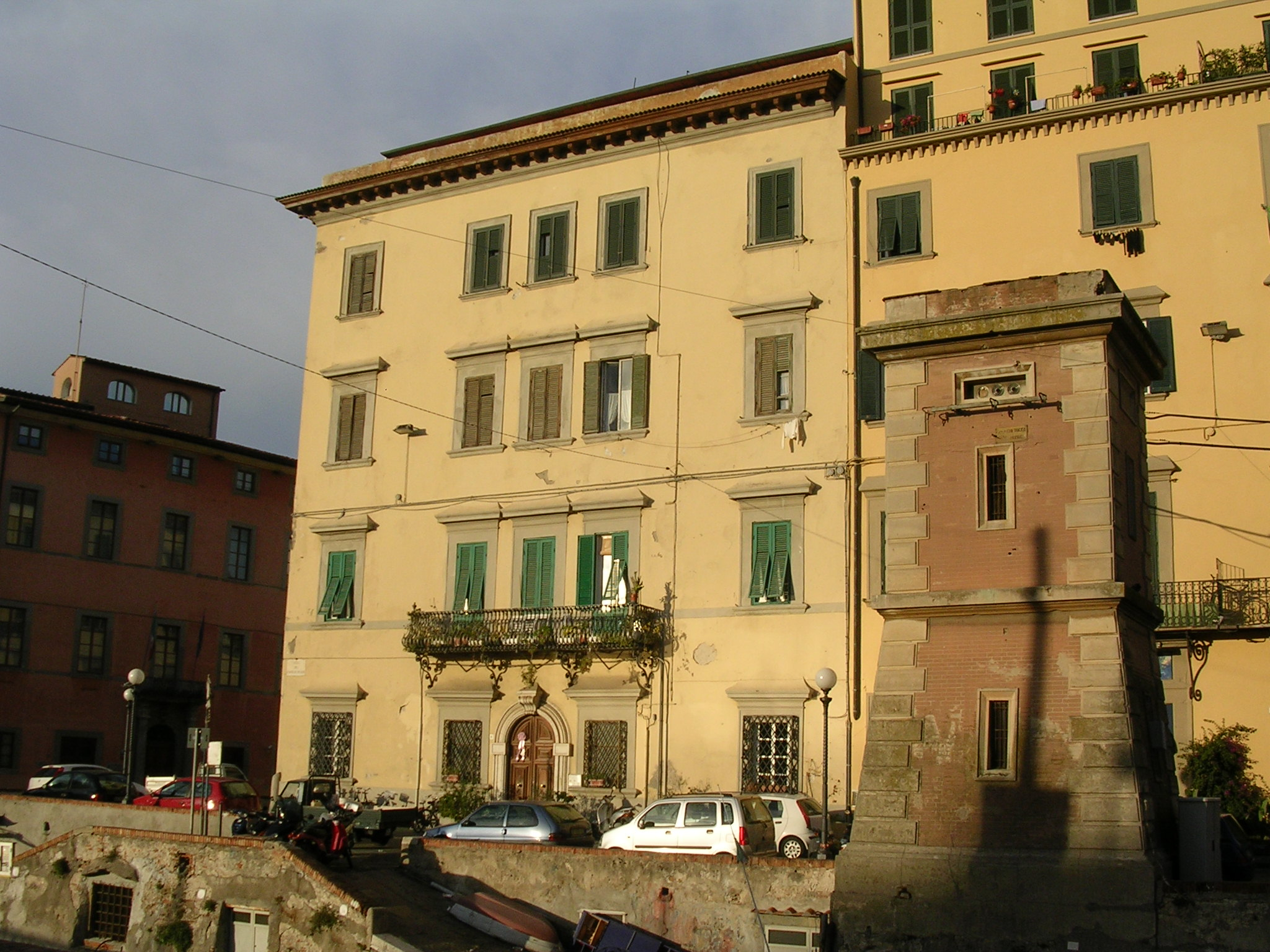
Palazzo costruito da Isach Colonnello dopo il 1702 (noto come Palazzo Ulrich)
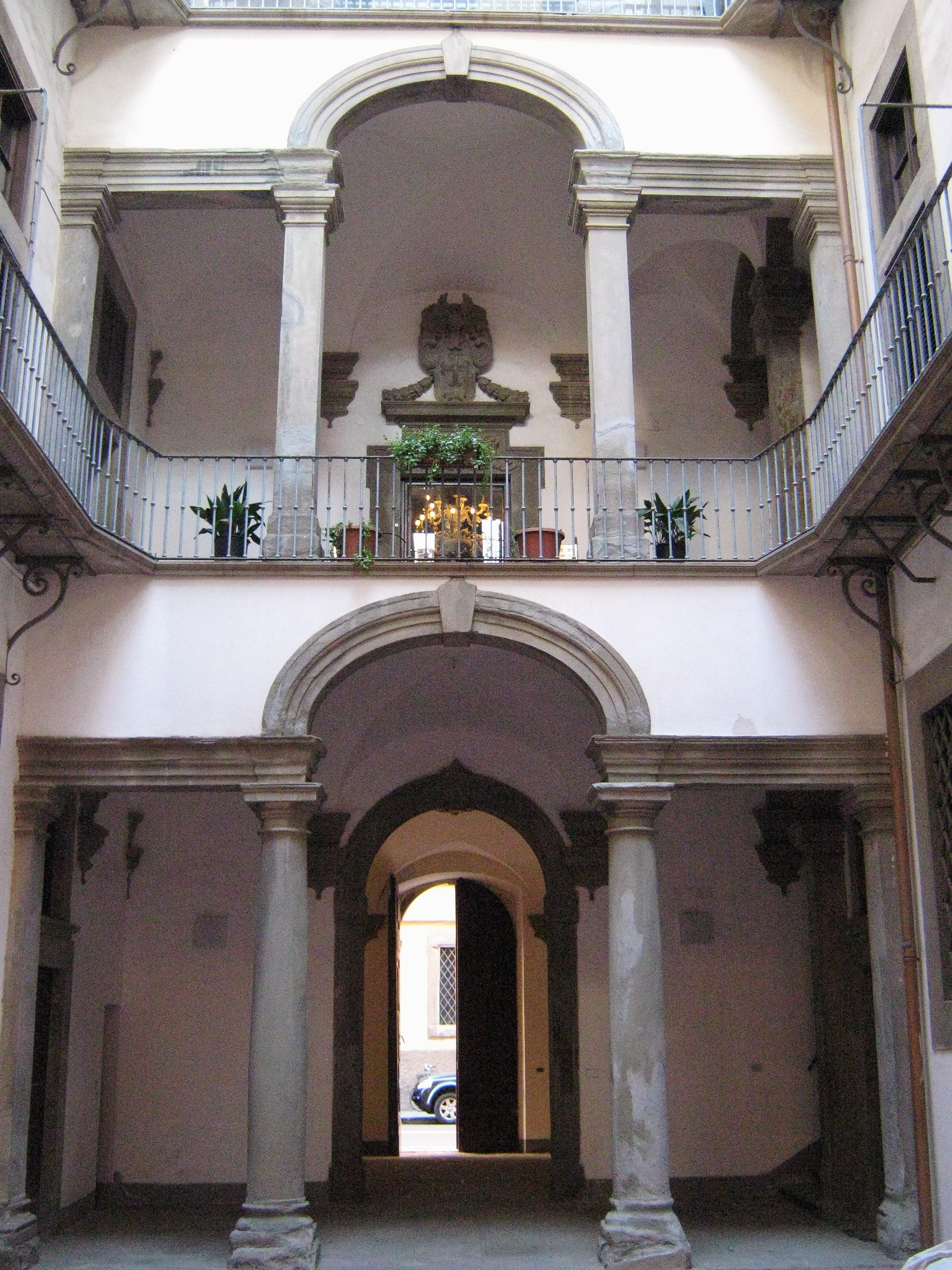
Corte di Palazzo Huigens